# Cristopher Toselli
Cristopher Benjamín Toselli Ríos (Antofagasta, 15 juni 1988) is een Chileens voetballer die als doelman speelt. Hij debuteerde in 2007 in het betaald voetbal in dienst van Universidad Católica, waar hij doorstroomde vanuit de jeugd. Toselli debuteerde 2010 in het Chileens voetbalelftal. In 2013 werd hij verkozen tot Chileens voetballer van het jaar.

## Interlandcarrière
Toselli debuteerde op 19 januari 2010 in het Chileens voetbalelftal, tijdens een oefeninterland tegen Panama (2–1). In mei 2014 maakte bondscoach Jorge Sampaoli bekend hem mee te nemen naar het wereldkampioenschap in Brazilië. Hierop was hij reserve achter eerste doelman Claudio Bravo en kwam hij niet in actie. Bondscoach Juan Antonio Pizzi nam Toselli in 2016 mee naar de Copa América Centenario, die zijn landgenoten en hij wonnen. Ook dit toernooi keepte Bravo alle wedstrijden en kwam hij zelf niet in actie.
| Interlands van Cristopher Toselli voor Chili | Interlands van Cristopher Toselli voor Chili | Interlands van Cristopher Toselli voor Chili | Interlands van Cristopher Toselli voor Chili | Interlands van Cristopher Toselli voor Chili | Interlands van Cristopher Toselli voor Chili |
| №                                            | Datum                                        | Wedstrijd                                    | Uitslag                                      | Competitie                                   | Goals                                        |
| Als speler bij CD Universidad Católica       | Als speler bij CD Universidad Católica       | Als speler bij CD Universidad Católica       | Als speler bij CD Universidad Católica       | Als speler bij CD Universidad Católica       | Als speler bij CD Universidad Católica       |
| -------------------------------------------- | -------------------------------------------- | -------------------------------------------- | -------------------------------------------- | -------------------------------------------- | -------------------------------------------- |
| 1.                                           | 19 januari 2010                              | Chili – Panama                               | 2 – 1                                        | Vriendschappelijk                            | 0                                            |
| 2.                                           | 21 maart 2012                                | Chili – Peru                                 | 3 – 1                                        | Vriendschappelijk                            | 0                                            |
| 3.                                           | 11 april 2012                                | Peru – Chili                                 | 0 – 3                                        | Vriendschappelijk                            | 0                                            |
| 4.                                           | 22 januari 2014                              | Chili – Costa Rica                           | 4 – 0                                        | Vriendschappelijk                            | 0                                            |

## Erelijst
| Competitie              |                         |                                       |                         |                         |
| Competitie              | Aantal                  | Jaren                                 |                         |                         |
| CD Universidad Católica | CD Universidad Católica | CD Universidad Católica               | CD Universidad Católica | CD Universidad Católica |
| ----------------------- | ----------------------- | ------------------------------------- | ----------------------- | ----------------------- |
| Primera División        | 2x                      | Winnaar 2010 Winnaar Clausura 2015/16 |                         |                         |
| Copa Chile              | 1x                      | 2011                                  |                         |                         |
| Chili                   |                         |                                       |                         |                         |
| Copa América            | 1x                      | 2016                                  |                         |                         |